# Prairieburg
Prairieburg és una població dels Estats Units a l'estat d'Iowa. Segons el cens del 2000 tenia 175 habitants.

## Demografia
Segons el cens del 2000, Prairieburg tenia 175 habitants, 69 habitatges, i 54 famílies. La densitat de població era de 150,2 habitants/km².
Dels 69 habitatges en un 34,8% hi vivien nens de menys de 18 anys, en un 63,8% hi vivien parelles casades, en un 10,1% dones solteres, i en un 21,7% no eren unitats familiars. En el 18,8% dels habitatges hi vivien persones soles el 8,7% de les quals corresponia a persones de 65 anys o més que vivien soles. El nombre mitjà de persones vivint en cada habitatge era de 2,54 i el nombre mitjà de persones que vivien en cada família era de 2,85.
Per edats la població es repartia de la següent manera: un 24,6% tenia menys de 18 anys, un 8% entre 18 i 24, un 38,3% entre 25 i 44, un 16,6% de 45 a 60 i un 12,6% 65 anys o més.
L'edat mediana era de 37 anys. Per cada 100 dones de 18 o més anys hi havia 91,3 homes.
La renda mediana per habitatge era de 36.750 $ i la renda mediana per família de 39.063 $. Els homes tenien una renda mediana de 40.750 $ mentre que les dones 25.000 $. La renda per capita de la població era de 17.197 $. Entorn del 10,6% de les famílies i el 12,9% de la població estaven per davall del llindar de pobresa.

## Poblacions més properes
El següent diagrama mostra les poblacions més properes.